# Texcología

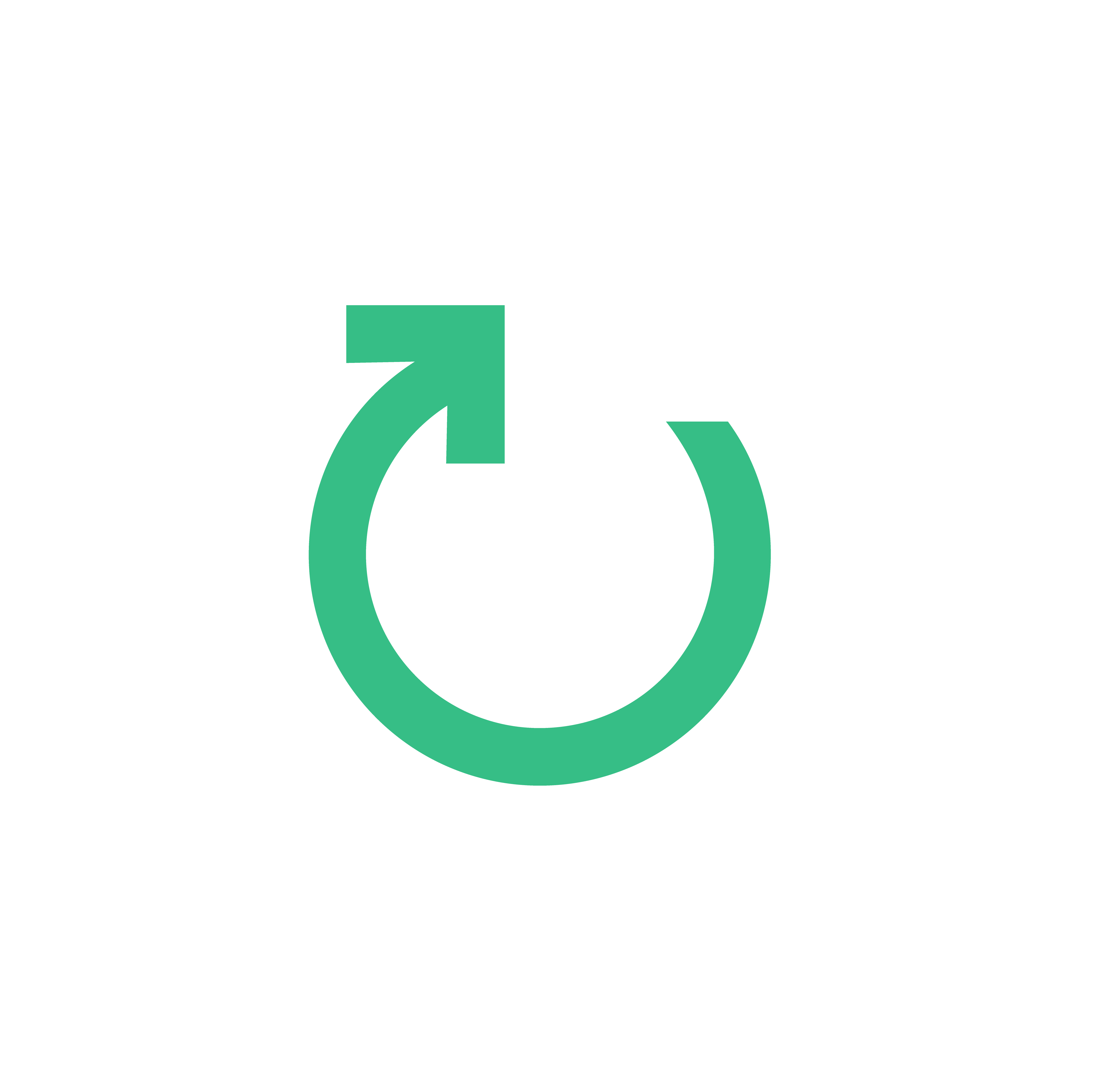
Logo Texcología

La palabra Texcología nace etimológicamente de la unión de tres conceptos: “textil”, “tecnología” y “ecología”. Este término se emplea para hacer referencia a todos los procesos tecnológicos de circularidad textil llevados a cabo en favor de la ecología. 
Este movimiento, está registrado en la Oficina de propiedad intelectual de la Unión Europea y se centra en fomentar la responsabilidad moral y sostenible en el sector textil. Trata de concienciar sobre la necesidad de repensar la producción y consumo textil, normalizar una moda más ética y sostenible y hacer la circularidad textil una realidad. 

## Discurso
Su discurso exige una mayor durabilidad de las prendas y diseños preparados para facilitarles su reciclabilidad, con una única enseña y color. El concepto reclama una mayor investigación e innovación tecnológica que desarrolle el potencial de la circularidad textil y un compromiso con la economía circular y con los Objetivos de Desarrollo Sostenible (ODS).
La Texcología trabaja en favor de la circularidad textil. Pretende prevenir la generación de residuos textiles, potenciar la preparación para la reutilización, fomentar las vías para un reciclaje efectivo del residuo pretendiendo que el menor porcentaje posible llegue a la valorización energética, logrando así, su máximo aprovechamiento energético y finalmente a la eliminación. 

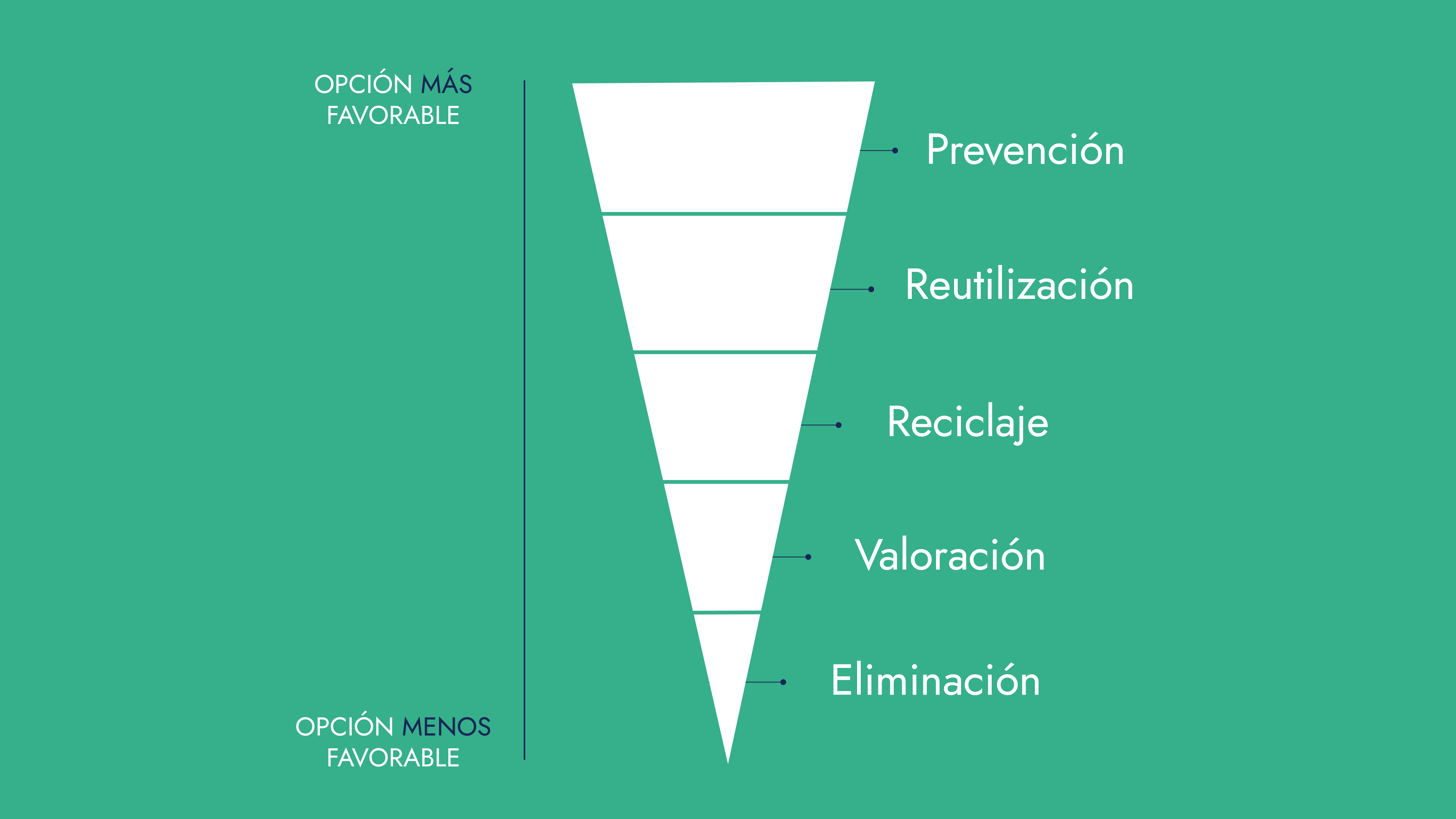

## Jerarquía de la gestión de residuos
Este gráfica muestra los aspectos más favorables y menos favorables en orden descendente en el ámbito de la gestión de residuos. Siendo la prevención el punto clave para reducir los residuos textiles en el planeta.

## Principios texcológicos
El movimiento Texcológico, se estructura en estos seis principios:  

### Primer principio
Se pretende enseñar al mundo la realidad de los residuos textiles.

### Segundo principio
Pedir una inversión prioritaria en innovación tecnológica para hacer del reciclaje textil una realidad. 

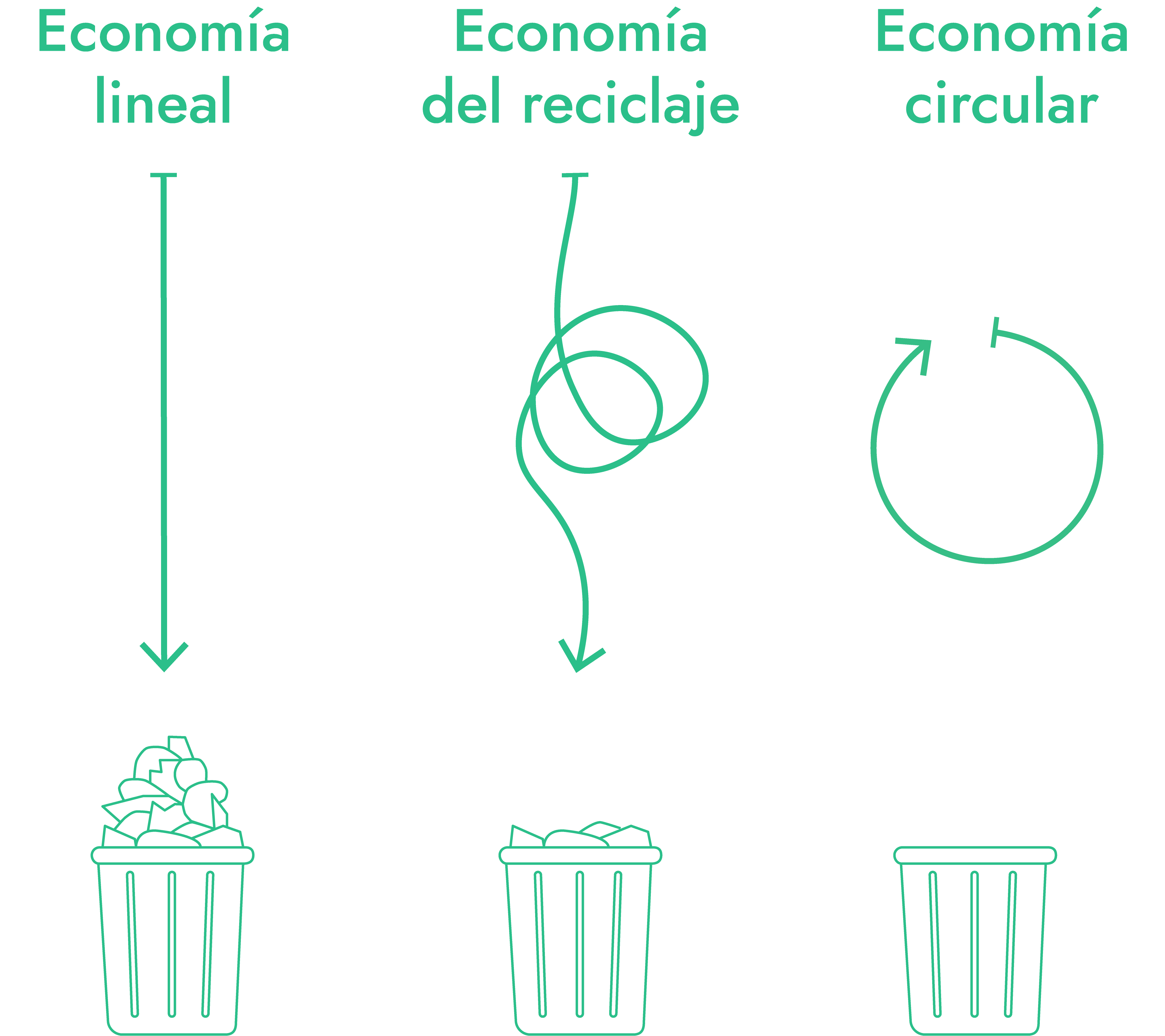
Diferencia entre economía lineal, del reciclaje y circular.

### Tercero principio
Controlar el fast fashion o moda pronta y poner la moda al servicio de la reutilización.

### Cuarto principio
Promover las soluciones de reciclaje y reaprovechamiento textil existentes con la tecnología actual disponible. 

### Quinto principio
Exigir un compromiso con los Objetivos de Desarrollo Sostenible a todas las empresas e instituciones vinculadas a la industria textil. 

### Sexto principio
Potenciar la economía circular: aprender a producir y consumir de forma sostenible para evitar un colapso climático y social.